# Caccodes antillarum
Caccodes antillarum là một loài bọ cánh cứng trong họ Cantharidae. Loài này được Leng & Mutchler miêu tả khoa học năm 1922.